# Praia da Luz

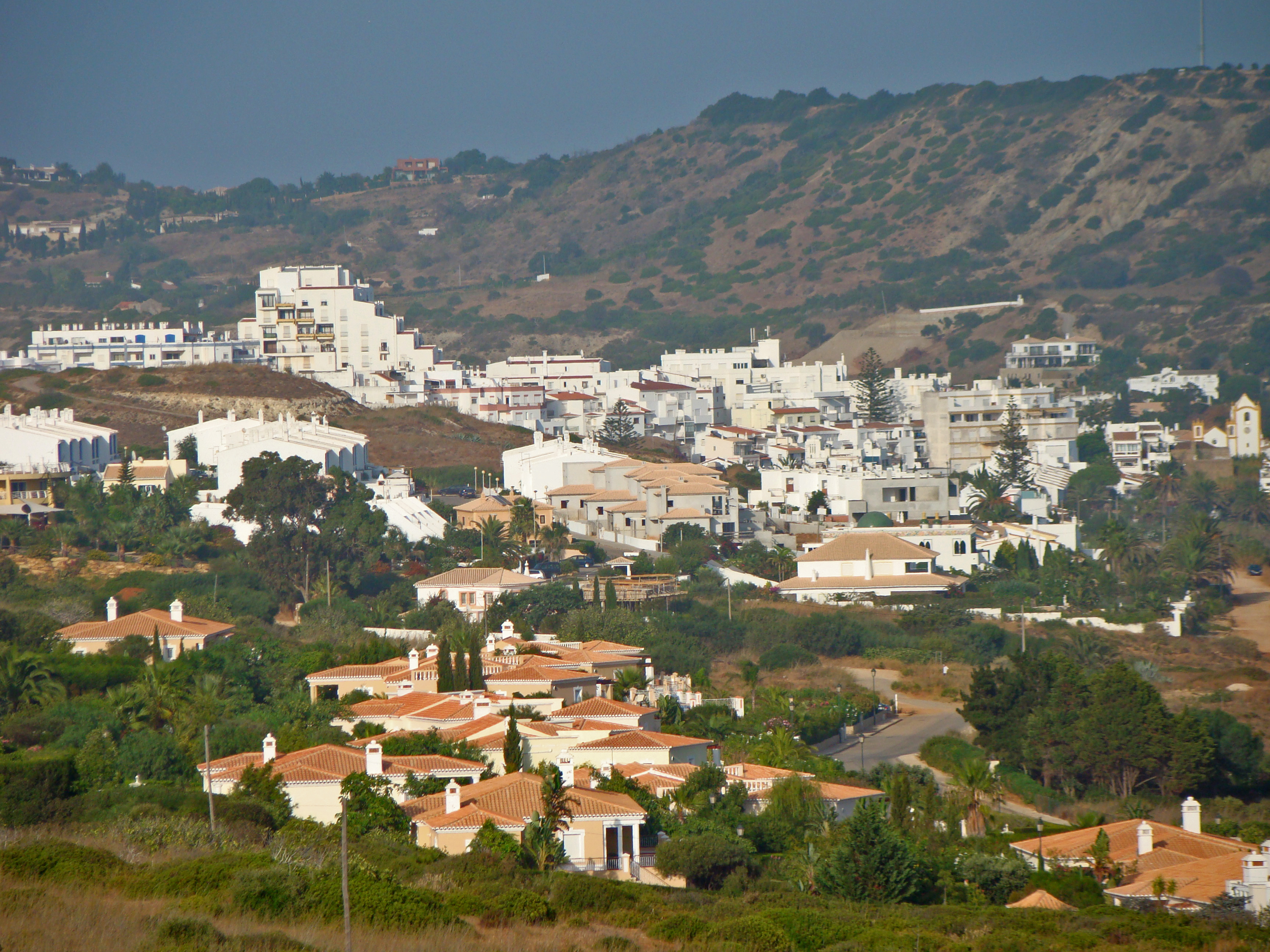
Praia da Luz.

Praia da Luz est un complexe touristique portugais situé à sept kilomètres de la ville principale, Lagos.

## Autres
Cette station balnéaire a été notamment citée dans la presse dans le cadre de la disparition de Madeleine McCann en 2007.